# 毛轴菜蕨
毛轴菜蕨（学名：Callipteris esculenta var. pubescens）为蹄盖蕨科菜蕨属下的一个变种。

## 扩展阅读
- 維基物種上的相關：毛轴菜蕨